# Dirty Harry (singolo)
Dirty Harry è un singolo del gruppo musicale britannico Gorillaz, pubblicato il 21 novembre 2005 come terzo estratto dal secondo album in studio Demon Days.
Il brano ha visto la partecipazione vocale di Bootie Brown dei The Pharcyde e del San Fernando Valley Youth Chorus.

## Tracce
CD singolo – parte 1 (Regno Unito), CD singolo (Europa), download digitale – parte 1
1. Dirty Harry – 3:52 (Gorillaz, Romye Robinson)
2. All Alone (Live) – 3:40 (Gorillaz, Rodney Smith, Simon Tong)

CD singolo – parte 2 (Regno Unito), download digitale – parte 2
1. Dirty Harry – 3:52 (Gorillaz, Romye Robinson)
2. Hongkongaton – 3:33 (Gorillaz)
3. Dirty Harry (Chopper Remix) – 3:41 (Gorillaz, Romye Robinson)

CD singolo (Australia)
1. Dirty Harry – 3:51 (Gorillaz, Romye Robinson)
2. Dirty Harry (Chopper Remix) – 3:41 (Gorillaz, Romye Robinson)
3. Hongkongaton – 3:33 (Gorillaz)
4. Dirty Harry (Video) – 4:53 (Gorillaz, Romye Robinson)
5. Dirty Harry (Animatic with Dirty Harry Instrumental) (Video) – 4:26 (Gorillaz, Romye Robinson)

CD singolo (Giappone)
1. Dirty Harry (Single Edit) – 3:51 (Gorillaz, Romye Robinson)
2. All Alone (Live) – 3:41 (Gorillaz, Rodney Smith, Simon Tong)
3. Hongkongaton – 3:34 (Gorillaz)
4. Dirty Harry (Chopper Remix) – 3:41 (Gorillaz, Romye Robinson)
5. Dirty Harry (Video) – 4:53 (Gorillaz, Romye Robinson)

DVD (Regno Unito)
1. Dirty Harry (Video) – 4:53 (Gorillaz, Romye Robinson)
2. Murdoc Is God – 2:26 (Gorillaz) – audio
3. Dirty Harry (Animatic with Dirty Harry Instrumental) – 4:26 (Gorillaz, Romye Robinson)